# Lexicon Latinitatis Nederlandicae Medii Aevi
Het Lexicon Latinitatis Nederlandicae Medii Aevi (Woordenboek van het Middeleeuws Latijn van de Noordelijke Nederlanden) bestaat uit negen delen. De eerste acht delen bevatten het woordenboek, het negende deel is een supplement met een korte geschiedenis van het woordenboek, een bespreking van de methodologie en een volledige lijst van de afkortingen en bronnen. Het werk is samengesteld door Johannes W. Fuchs, Olga Weijers en Marijke Gumbert-Hepp. De gebruikte bronnen dateren uit de periode van ongeveer 500 tot ongeveer 1500. Het eerste deel verscheen in januari 1977, het laatste, het supplement, in november 2005. Het werd uitgegeven door Brill te Leiden. Het is niet online te raadplegen en het is evenmin op cd-rom beschikbaar. Het is een vrijwel onmisbaar hulpmiddel bij de bestudering van Latijnse teksten uit de middeleeuwen in de Noordelijke Nederlanden.

## Lexica Latinitatis Medii Aevi
Vergelijkbare woordenboeken zijn of worden samengesteld in enkele andere regio's.
regionaal
- Bohemen (800–1500) Latinitatis Medii aevi Lexicon Bohemorum[1]
- Castilië en León (700–1230) Lexicon Latinitatis medii aevi regni Legionis imperfectum
- Catalonië (800–1100) Glossarium Mediae Latinitatis Cataloniae
- Denemarken (ante 1560) Lexicon Mediae Latinitatis Danicae
- Duitsland (500–1280) Mittellateinisches Wörterbuch bis zum ausgehenden 13. Jahrhundert
- Finland (ante 1530) Glossarium Latinitatis Medii aevi Finlandicae
- Groot-Brittannië (500–1600) Dictionary of Medieval Latin from British Source[2]
- Hongarije (1000–1526) Lexicon Latinitatis Medii aevi Hungariae
- Ierland (400–1200) The Non-Classical Lexicon of Celtic Latinity
- Italië (ante 1022) Latinitatis Italicae Medii aevi Lexicon imperfectum
- Joegoslavië (800–1526) Lexicon Latinitatis Medii aevi Iugoslaviae
- Polen (1000–1600) Lexicon Mediae et Infimae Latinitatis Polonorum[3]
- Roemenië (1000–1500) Glossarium Mediae Latinitatis Actorum Transylvaniae, Moldaviae et Transalpinae Historiam Illustrantium
- Zweden (1150–1500) Glossarium Mediae Latinitatis Suediae

niet regionaal
- J.F. Niermeyer, C. van de Kieft & J.W.J. Burgers, Mediae latinitatis lexicon minus, Brill: Leiden 2002